# .ye
.ye Jemen internetes legfelső szintű tartomány kódja, melyet 1996-ban hoztak létre. Csak harmadik szintű tartományneveket lehet regisztrálni a .com.ye második szintű domain alá.

## Második szintű tartománykódok
- com.ye
- net.ye